# Lion-Peugeot V 4 C 3
Der Lion-Peugeot V 4 C 3 war ein Personenkraftwagen von Lion-Peugeot.

## Beschreibung
Lion-Peugeot brachte das Modell 1912 als Nachfolger des Lion-Peugeot V 2 Y 3 auf den Markt. Bis zur Produktionseinstellung im Jahre 1913 entstanden 653 Exemplare. Nachfolger wurde der Lion-Peugeot VD.

## Motor, Antrieb und Fahrleistungen
Für den Antrieb sorgte ein V4-Motor mit 1725 cm³ Hubraum und 9 PS Leistung. Der Motor war vorne im Fahrzeug montiert und trieb über eine Kardanwelle die Hinterachse an. Das Getriebe verfügte über drei Vorwärts- und einen Rückwärtsgang.
Die Höchstgeschwindigkeit war mit 55 bis 60 km/h angegeben.

## Abmessungen und Aufbauten
Bei einem Radstand von 2,25 m und einer Spurweite von 1,15 m war das Fahrzeug 3,14 m lang, 1,38 m breit und 1,65 m hoch. Zur Wahl standen die Karosserieversionen Doppelphaeton, Torpedo, Tourenwagen, Limousine,  Landaulet und Kastenwagen.